# Joseph Egger
Joseph Egger (Donawitz, 22 febbraio 1889 – Gablitz, 29 agosto 1966) è stato un attore austriaco.

## Biografia
Il 18 ottobre 1920 è il giovane Graf Bibersbak nel successo della prima assoluta di Der Tanz ins Glück di Robert Stolz a Vienna. Nel 1928 è Re Pancrazio XXVII ne La duchessa di Chicago di Emmerich Kálmán che fu rappresentata per la prima volta (con Rita Georg, Hubert Marischka, Elsie Altmann, Richard Waldemar, Hugo Thimig e Hans Moser diretti da Anton Paulik) al Theater an der Wien, mentre nel 1932 è Graf Balothy nella prima assoluta di Der Teufelsreiter di Kálmán.
Ha interpretato più di settanta film tra i quali alcuni film western e i primi due film della Trilogia del dollaro di Sergio Leone: Per un pugno di dollari (nel ruolo di Piripero) e Per qualche dollaro in più (nel ruolo del vecchio Profeta).

## Filmografia
- Al cavallino bianco (Im weißen Rößl), regia di Carl Lamac (1935)
- L'allegro postiglione (Der König lächelt - Paris lacht), regia di Carl Lamac (1936)
- Pensionato di ragazze (Mädchenpensionat), regia di Géza von Bolváry (1936)
- Das jüngste Gericht, regia di Franz Seitz (1940)
- Liebe ist zollfrei, regia di Emmerich Wojtek Emo (1941)
- Reisebekanntschaft, regia di Emmerich Wojtek Emo (1943)
- Schwarz auf Weiß, regia di E.W. Emo (1943)
- Cuori che cantano (Schrammeln), regia di Géza von Bolváry (1944)
- Die goldene Fessel'', regia di Hans Thimig (1944)
- Musik in Salzburg, regia di Herbert Maisch (1944)
- Die Fledermaus, regia di Géza von Bolváry (1946)
- Torna l'amore sul Danubio (Der Hofrat Geiger), regia di Hans Wolff (1947)
- Der Herr Kanzleirat, regia di Hubert Marischka (1948)
- Die Verjüngungskur, regia di Harald Röbbeling (1948)
- Der Seelenbräu, regia di Gustav Ucicky (1950)
- La ragazza del Danubio (Kind der Donau), regia di Georg Jacoby (1950)
- Auf der Alm, da gibt's ka Sünd', regia di Franz Antel (1950)
- Hochzeitsnacht im Paradies, regia di Géza von Bolváry (1950)
- Gruß und Kuß aus der Wachau, regia di Fritz Schulz (1950)
- Hochzeit im Heu, regia di Arthur Maria Rabenalt (1951)
- Follie nel mondo (Frühling auf dem Eis), regia di Georg Jacoby (1951)
- Der Fünfminutenvater, regia di J.A. Hübler-Kahla (1951)
- Verklungenes Wien, regia di Ernst Marischka (1951)
- Das Herz einer Frau, regia di Georg Jacoby (1951)
- Eva erbt das Paradies... ein Abenteuer im Salzkammergut, regia di Franz Antel (1951)
- Tanz ins Glück, regia di Alfred Stöger (1951)
- Valentins Sündenfall, regia di Paul Löwinger e August Rieger (1951)
- In München steht ein Hofbräuhaus, regia di Siegfried Breuer (1951)
- Der Obersteiger, regia di Franz Antel (1952)
- Die Wirtin von Maria Wörth, regia di Eduard von Borsody (1952)
- Seesterne, regia di J.A. Hübler-Kahla (1952)
- Wetterleuchten am Dachstein, regia di Anton Kutter (1953)
- Das singende Hotel, regia di Géza von Cziffra (1953)
- Una notte a Venezia (Eine Nacht in Venedig), regia di Georg Wildhagen (1953)
- Die Perle von Tokay, regia di Hubert Marischka (1954)
- Konsul Strotthoff, regia di Erich Engel (1954)
- Columbus entdeckt Krähwinkel, regia di Ulrich Erfurth e Alexander Paal (1954)
- Rauschende Melodien, regia di E.W. Fiedler (1955)
- Zwei Herzen und ein Thron, regia di Hans Schott-Schöbinger (1955)
- Das Erbe vom Pruggerhof, regia di Hans H. König (1956)
- Bademeister Spargel, regia di Alfred Lehner (1956)
- Die gestohlene Hose, regia di Géza von Cziffra (1956)
- Die Fischerin vom Bodensee, regia di Harald Reinl (1956)
- Liebe, Sommer und Musik, regia di Hubert Marischka (1956)
- Wo die Lerche singt, regia di Hans Wolff (1956)
- Sissi, la giovane imperatrice (Sissi - Die junge Kaiserin), regia di Hubert Marischka (1956)
- Das alte Försterhaus, regia di Harald Philipp (1956)
- Vater macht Karriere, regia di Carl Boese (1957)
- Hoch droben auf dem Berg, regia di Géza von Bolváry (1957)
- Der Bauerndoktor von Bayrischzell, regia di Hans Schott-Schöbinger (1957)
- Siebenmal in der Woche, regia di Harald Philipp (1957)
- Der schönste Tag meines Lebens, regia di Max Neufeld (1957)
- Heimweh... dort wo die Blumen blüh'n, regia di Franz Antel (1957)
- Weißer Holunder, regia di Paul May (1957)
- Almenrausch und Edelweißì, regia di Harald Reinl (1957)
- Hoch klingt der Radetzkymarsch, regia di Géza von Bolváry (1958)
- Wehe, wenn sie losgelassen, regia di Géza von Cziffra (1958)
- L'amante pura (Christine), regia di Pierre Gaspard-Huit (1958)
- Mikosch nel servizio segreto (Mikosch im Geheimdienst), regia di Franz Marischka e Franz Josef Gottlieb (1959)
- Sooo nicht, meine Herren, regia di Michael Burk (1960)
- Hohe Tannen, regia di August Rieger (1960)
- Im weißen Rößl, regia di Werner Jacobs (1960)
- ...und du, mein Schatz, bleibst hier, regia di Franz Antel (1961)
- Im schwarzen Rößl, regia di Franz Antel (1961)
- Forever My Love, regia di Ernst Marischka (1962)
- Tanze mit mir in den Morgen, regia di Peter Dörre (1962)
- Due contro tutti, regia di Alberto De Martino e Antonio Momplet (1962)
- Das haben die Mädchen gern, regia di Kurt Nachmann (1962)
- Der Musterknabe, regia di Werner Jacobs (1963)
- Die ganze Welt ist himmelblau, regia di Franz Antel (1964)
- Per un pugno di dollari, regia di Sergio Leone (1964)
- Die Goldsucher von Arkansas, regia di Paul Martin (1964)
- Liebesgrüße aus Tirol, regia di Franz Antel (1964)
- Ein Ferienbett mit 100 PS, regia di Wolfgang Becker (1965)
- I Gringos non perdonano (Die schwarzen Adler von Santa Fe), regia di Alberto Cardone e Ernst Hofbauer (1965)
- Per qualche dollaro in più, regia di Sergio Leone (1965)

## Doppiatori italiani
- Lauro Gazzolo in Per un pugno di dollari, Per qualche dollaro in più, I Gringos non perdonano
- Oreste Lionello in Sissi - La giovane imperatrice (ridoppiaggio)